# アンデシュ・スパルマン

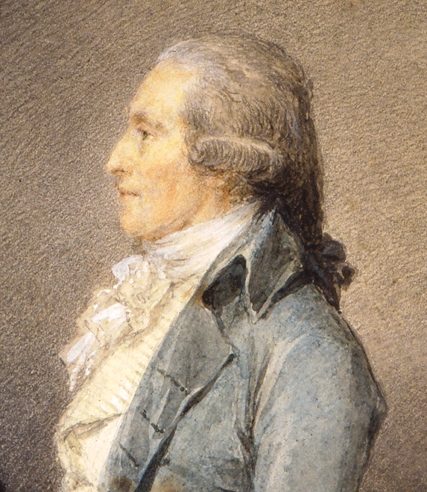
Anders Sparrman

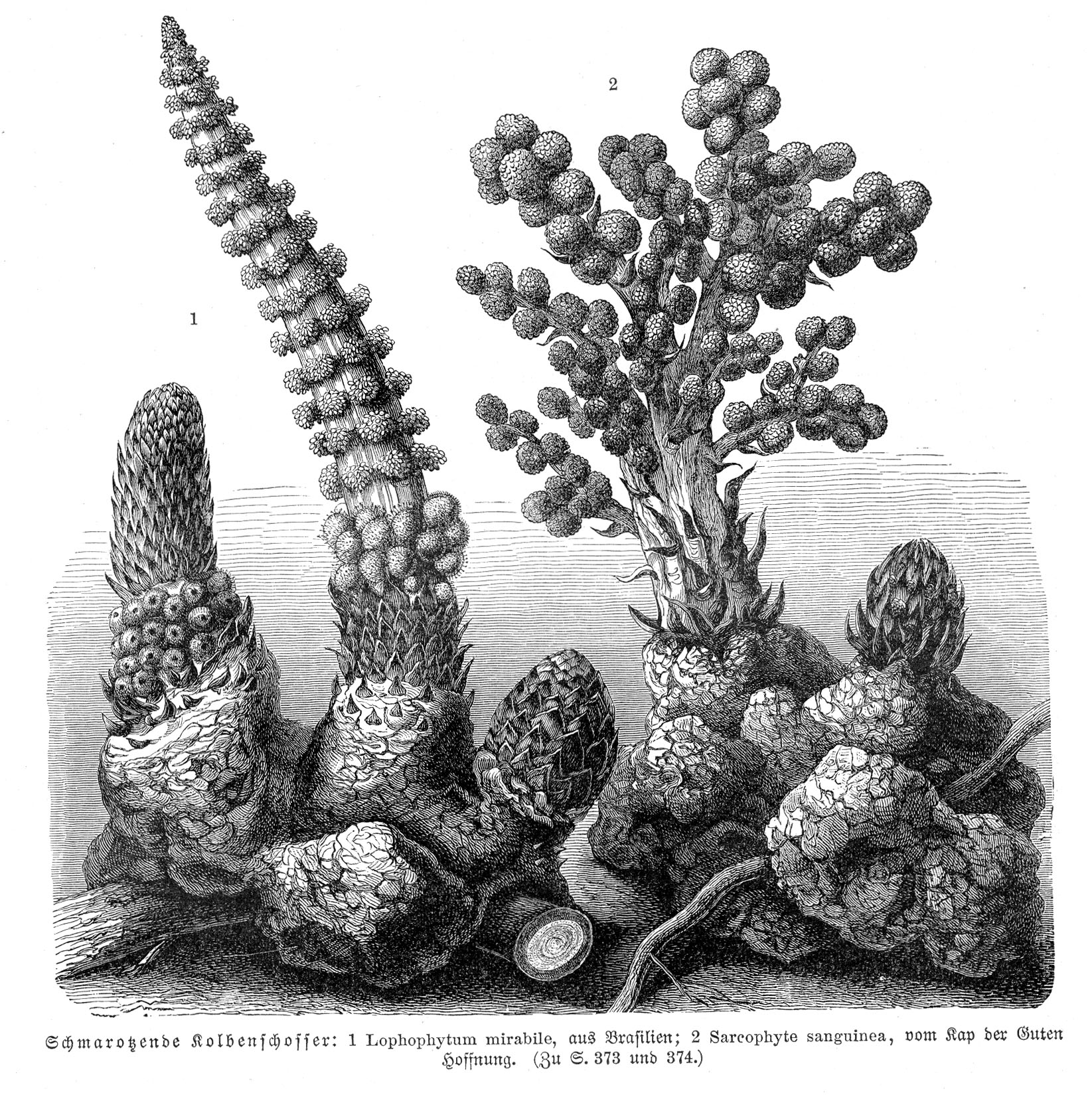
スパルマンが記載した'
ケルナー(著)Der Bau und die Eigenschaften der Pflanzen (1913)から

アンデシュ・エリクソン・スパルマン（Anders Erikson Sparrman、1748年2月27日 - 1820年8月9日）は、スウェーデンの博物学者である。カール・フォン・リンネの弟子で世界各地に生物標本の採集に派遣された「リンネの使徒たち」と呼ばれる学者の一人である。

## 生涯
ウプサラに生まれた。父親は牧師である。9歳でウプサラ大学に入学し、14歳で医学を学び、リンネの最も優れた弟子となった。1765年に船医として中国に旅し、2年後スウェーデンに戻ると、中国で見た動植物の記述を行った。1772年に喜望峰に旅し、その年の末、喜望峰に来航したジェームズ・クックの南太平洋を調査する第2回航海にヨハン・フォースター父子の助手として乗船した。1775年7月に喜望峰に帰国した後も医師として資金を稼ぎ、アフリカ内地の調査旅行を行った。
1776年にスウェーデンに戻ると、名誉学位が与えられており、1777年にスウェーデン王立科学アカデミーの会員に選ばれた。1780年に自然歴史博物館の学芸員に任じられ、1781年に博物学・薬学の教授、1790年に医師組合(Collegium Medicum)の監査人となった。
1876年からヨハン・グスタフ・フォン・カールソン（Johan Gustaf von Carlson）の個人コレクションの100種の生物の図譜、Museum Carlsonianum（1876年-1789年）を出版した。1783年にアフリカやクック航海の旅行記を出版し、翌年ドイツ語に翻訳されて出版され、1785年に英語版が、1878年にフランス語版が出版された。1805年にはスウェーデンの鳥類に関する著書を出版した。
小惑星(16646)Sparrmanはスパルマンを記念して命名された。スウェーデンの小説家Per Wastbergによって伝記小説が書かれ、The Journey of Anders Sparrmanのタイトルで英訳された。

## 著書
- The Diseases of Children, and their Remedies, (London, 1776)
- Übersetzung von Nils Rosén von Rosensteins De Morbis infantum
- Resa till Goda Hopps-Udden, södra Polkretsen och omkring Jordklotet, samt till Hottentott- och Caffer-Landen Åren 1772–1776 (Stockholm, Band 1: 1783; Band 2 Teil 1: 1802; Band 2 Teil 2: 1818)
- Museum Carlsonianum, in quo novas et selectas aves, coloribus ad vivum brevique descriptione illustratas, suasu et sumtibus generosissimi possessoris (1786–89, in 4 Teilen veröffentlicht)
- Svensk Ornithologie Med efter naturen colorerade tekningar (1805–1816, in 11 Teilen veröffentlicht)